# Sophie Charlotte Ackermann
Sophie Charlotte Ackermann, nata Sophie Charlotte Bierreichel (Berlino, 10 maggio 1714 – Amburgo, 14 ottobre 1792), è stata un'attrice teatrale tedesca moglie degli attori Friedrich Ludwig Schröder e Konrad Ernst Ackermann, sposato in seconde nozze nel 1749 a Mosca, dove si era recata nel 1744, dopo aver recitato a lungo, senza il successo sperato, in diversi teatri di Luneburgo.
Nel 1751, dopo aver lasciato la Russia, fondò la compagnia teatrale Ackermann'sche Gesellschaft, con la quale si esibì prima in Polonia, poi a Francoforte sul Meno. Durante la Guerra dei sette anni interruppe la propria attività per recarsi in Svizzera, poi, una volta tornata in Germania, riprese nuovamente la carriera, questa volta ad Amburgo. La ricordiamo soprattutto per l'interesse dimostrato nei confronti di alcuni autori dello Sturm und Drang, tra i quali Klinger, del quale apprezzò la tragedia I gemelli, che aiutò loro a raggiungere la fama necessaria per porre le basi del Romanticismo.